# Économie socialiste
Pour des articles plus généraux, voir Socialisme, Politique économique, Philosophie économique, Doctrine économique et École de pensée en économie.
Ne doit pas être confondu avec Économie socialiste de marché.
L'économie socialiste se réfère aux théories économiques et aux pratiques se rapprochant des courants socialistes.
L'économie socialiste se caractérise fondamentalement par la propriété collective des moyens de production, ce qui peut désigner aussi bien les coopératives autonomes que la propriété publique; ce qui implique un autre mode de production. Lorsque les marchés sont utilisés pour allouer les intrants et les biens entre les unités économiques, la désignation économie socialiste de marché est utilisée. Lorsque la planification est utilisée, le système économique est désigné comme une économie socialiste planifiée. Les courants socialistes opposés à l'économie de marché se basent sur un calcul de la production ou une mesure directe du temps de travail,.
Le terme économie socialiste peut également être appliquée à l'analyse des systèmes économiques anciens et existants qui se disent « socialiste », tels que les travaux de l'économiste hongrois János Kornai.
L'économie socialiste a été associée à différentes écoles de pensée économique. L'économie marxiste a servi de base, tandis que l'économie néoclassique et l'économie interventionniste fournissent des modèles socialistes complets. Pendant le XXe siècle, des propositions et des modèles pour l'économie planifiée et l'économie socialiste de marché, tous deux fondées en grande partie sur l'économie néoclassique ou une synthèse de l'économie néoclassique avec l'économie marxiste ou institutionnelle.

## Caractéristiques
Une économie socialiste est un système de production où les biens et services sont produits directement pour l'utilisation, contrairement à un système économique capitaliste, où les biens et services sont produits pour générer des profits (et donc indirectement à l'emploi) « Avec les ressources naturelles et techniques du monde tenues en commun et contrôlées démocratiquement, dont le seul but de la production serait de répondre aux besoins humains ». Les biens et services seraient produits pour leur utilité ou de leur valeur d'usage, éliminant le besoin pour les besoins induits par le marché pour assurer une quantité suffisante de la demande pour les produits destinés à être vendus à profit. La production dans une économie socialiste est donc « planifiée » ou « coordonnée », et ne souffre pas de la conjoncture inhérente au capitalisme. Dans la plupart des théories socialistes, la planification économique ne concerne que les facteurs de production et non pas la répartition des biens et services produits à la consommation, effectuée par le biais d'un marché.
La propriété des moyens de production varie selon les théories socialistes. Elle peut être propriété publique dirigée par un appareil d’État, propriété directe des utilisateurs par coopérative ouvrière ou mise en commun par toute la société avec la direction et le contrôle ouvrier des moyens de production.
La gestion et le contrôle sur les activités des entreprises sont fondés sur l'autogestion et les relations gestionnaires égalitaires du milieu de travail pour maximiser l'autonomie professionnelle. Une organisation socialiste permettrait d'éliminer le contrôle des hiérarchies de sorte que seule une hiérarchie fondée sur les connaissances techniques dans le milieu de travail demeure. Chaque membre aurait le pouvoir de prise de décision dans l'entreprise et serait en mesure de participer à l'établissement de ses objectifs globaux de la politique. Les politiques / objectifs seraient effectués par les spécialistes techniques qui forment la hiérarchie de coordination de la firme ce qui permettrait d'établir des plans ou des directives pour la communauté de travail pour atteindre ces objectifs.
Cependant, les économies d'anciens pays socialistes, à l'exclusion de la Yougoslavie sous Tito, étaient fondées sur l'administration bureaucratique. En conséquence, les socialistes ont fait valoir qu'ils ne soient pas socialistes en raison de l'absence de gestions égalitaires dans le milieu du travail, la présence d'une nouvelle « élite », et en raison de la production des produits de base qui a eu lieu dans ces économies.

## Histoire de la pensée économique socialiste
Karl Marx et Friedrich Engels croyaient que les sociétés chasseurs-cueilleurs et qualifiaient certaines sociétés agricoles de communisme primitif. Engels a écrit longuement à ce sujet dans le livre L'Origine de la famille, de la propriété privée et de l'État publié en 1884, qui était fondée sur les notes inédites de Marx sur le travail de Lewis Henry Morgan.
Les valeurs du socialisme ont des racines dans les sociétés précapitalistes telles que les communes religieuses, des obligations réciproques, et la charité commune de l'Europe médiévale, le développement de sa théorie économique reflète principalement et répond aux changements monumentaux provoqués par la dissolution de la féodalité et à l'émergence des relations sociales spécifique au capitalisme. Comme tel, il est généralement considéré comme un mouvement appartenant à l'ère moderne. Beaucoup de socialistes ont considéré leur plaidoyer que la préservation et l'extension des idées humanistes radicales exprimées durant le Siècle des Lumières.
Le capitalisme a atteint la maturité à la suite des problèmes soulevés par les manufactures et l'industrialisation nécessitant des investissements à long terme et entraînant des risques correspondant à l'introduction de la mercantile. Historiquement parlant, les besoins les plus pressants de ce nouveau système requièrent un approvisionnement d'éléments industriels indispensables - la terre, la machinerie et le travail -. Et ces impératifs ont conduit à la marchandisation de ces éléments.
Selon l'influent économiste socialiste Karl Polanyi, la transformation forcée des terres, de l'argent et surtout du travail en marchandises, alloué par un mécanisme de marché autonome (libéralisme économique) est une rupture saugrenue et inhumaine du tissu social préexistant. Marx avait vu le processus dans une inflexion semblable, se référant quant à lui comme partie du processus de « l'accumulation primitive » du capital initial est amassé pour la production capitaliste. La dislocation que Polanyi et d'autres décrivent, déclenchés des contre-mouvements naturels dans les efforts de réintégrer l'économie dans la société. Ces contre-mouvements, qui comprenaient, par exemple, le Luddisme, sont des mouvements socialistes naissants.
Comme l'a noté Polanyi, ces contre-mouvements étaient essentiellement réactifs. Certaines ne voulait pas se contenter d'atténuer les pires effets du marché capitaliste. Plus tard, un programme socialiste pleinement développé, plaidant pour la transformation de l'économie. Ses théoriciens estiment que même si les marchés et la propriété privée pourraient être apprivoisés pour être « moraliser », ou l'atténuation efficaces des crises, les relations sociales capitalistes resteraient nettement injuste et antidémocratique, en supprimant les besoins humains universels pour l'accomplissement et l'autonomisation du travail, de la diversité et de la solidarité.
Dans ce contexte, le socialisme a connu quatre périodes : la première dans le XIXe siècle a été la période de visions utopiques du socialisme (années 1780 - années 1850); ensuite eu lieu la montée des mouvements socialistes et communistes révolutionnaires dans le XIXe siècle comme l'opposition principale à la montée des sociétés industrialisées (1830-1916); la polarisation du socialisme autour de la question de l'Union soviétique et l'adoption de politiques socialistes et démocratiques socialistes (1916-1989); et la réponse du socialisme par l'ère néo-libérale (1990-). Comme le socialisme s'est développé, l'économie socialiste a suivi un développement semblable.

## Modèles et systèmes économiques
János Kornai identifie cinq types distincts de modèles et systèmes socialiste :
- L'économie marxiste classique est conception où le socialisme est un stade de développement économique dans laquelle le travail salarié, la propriété privée des moyens de production et les relations monétaires ont été licenciés par le développement des forces productives, de sorte que l'accumulation de capital a été remplacée par la planification économique. La planification économique dans cette définition signifie l'attribution consciente des apports économiques et des moyens de production par les producteurs associés, pour maximiser directement les valeurs d'usage par opposition aux valeurs d'échange, contrairement à « l'anarchie de la production » du capitalisme.
- L'économie socialiste de marché qui définit le socialisme comme propriété publique ou des entreprises coopératives dans une économie de marché, avec des prix pour les biens de production fixés par une méthode essai-erreur par un conseil central de planification. Dans cette perspective, le socialisme est défini en termes de droits de jure de propriété publique plus grandes entreprises.
- Le léninisme qui comprend une forme d'organisation politique fondée sur le contrôle des moyens de production et du gouvernement par un appareil de parti politique qui prétend agir dans l'intérêt de la classe ouvrière, et une hostilité de l'idéologie vers les marchés et la dissidence politique, avec la coordination de l'activité économique par le biais de la planification économique centralisée (une « économie de commande »).
- Le concept social-démocrate est fondé sur le mode de production capitaliste, qui définit le socialisme comme un ensemble de valeurs plutôt que d'un type spécifique de l'organisation sociale et économique. Il inclut le support inconditionnel de la démocratie parlementaire, progressive et des tentatives réformistes pour établir le socialisme, et le soutien aux causes socialement progressistes. Les sociaux-démocrates ne sont pas opposés au marché ou la propriété privée; au contraire, ils essaient d'atténuer les effets du capitalisme par un état de bien-être, qui repose sur le marché comme l'entité de coordination fondamentale dans l'économie et d'un diplôme de la propriété publique de biens publics dans une économie autrement dominée par l'entreprise privée.
- Le modèle est-asiatique est fondé sur une grande partie du marché libre, l'accumulation de capital pour le profit et la propriété privée substantielle avec la propriété d'État des industries stratégiques monopolisés par un seul parti politique. János Kornai laisse finalement la classification de ce modèle (soit comme socialiste ou capitaliste) pour le lecteur.

## Économie socialiste dans la pratique

### Économies centralisées et planifiées
Une économie planifiée et centralisée combine la propriété publique des moyens de production avec une planification étatique centralisée. Ce modèle est généralement associé à l'économie. Dans une économie centralement planifiée, les décisions concernant la quantité de biens et de services qui seront produits sont planifiées par une agence de planification. Dans les premières années de la planification centrale soviétique, le processus de planification a été fondé sur un certain nombre de flux physiques avec des entrées mobilisés pour atteindre les objectifs de production explicitement exprimés en unités naturelles ou techniques. Pour atteindre ce bilan, un plan cohérence a été complété plus tard et remplacé par la planification de la valeur, avec des fonds fournis aux entreprises afin qu'ils puissent recruter et se procurer des matières et des biens intermédiaires de production et de services. L'économie soviétique a été amené à l'équilibre par l'imbrication des trois ensembles de calcul, à savoir la mise en place d'un modèle intégrant les soldes de la production, la main-d’œuvre et de la finance. L'exercice a été entrepris par an et impliquait un processus d'itération. Bien que la nomination d'une économie « planifiée », eu lieu à un niveau plus local du processus de production que quand l'information a été relayée par les entreprises auprès des ministères de la planification. En dehors de l'URSS et du bloc de l'Est, ce modèle économique a également été utilisé par la République populaire de Chine, la République socialiste du Vietnam, Cuba et la Corée du Nord.

### Réalisations dû aux économies socialistes planifiées
Dans les manuels officiellement reconnus décrivant les économies socialistes planifiées telles qu'elles existaient dans les années 1980, il a été affirmé que:
- Les classes sociales et l'oppression nationale avaient été totalement éradiquées.
- Le chômage, la faim, la pauvreté, l'analphabétisme et l'incertitude quant à l'avenir avaient été éliminés.
- Chaque citoyen a un droit garanti à travailler, se reposer, l'éducation, les soins de santé, la demeure et la sécurité de la vieillesse et de la maintenance dans le cas d'invalidité.
- Le niveau de vie matériel a été en hausse constante et tout le monde avait libre accès aux connaissances et aux valeurs du monde et la culture nationale.
- Tout citoyen a le droit, dans la pratique de prendre part à la discussion et la résolution des problèmes dans la vie de l'entreprise, la région, la république et le pays dans lequel ils vivaient, notamment les droits à la liberté d'expression, de réunion et de manifestation[11].